# 第二世代ゲーム機

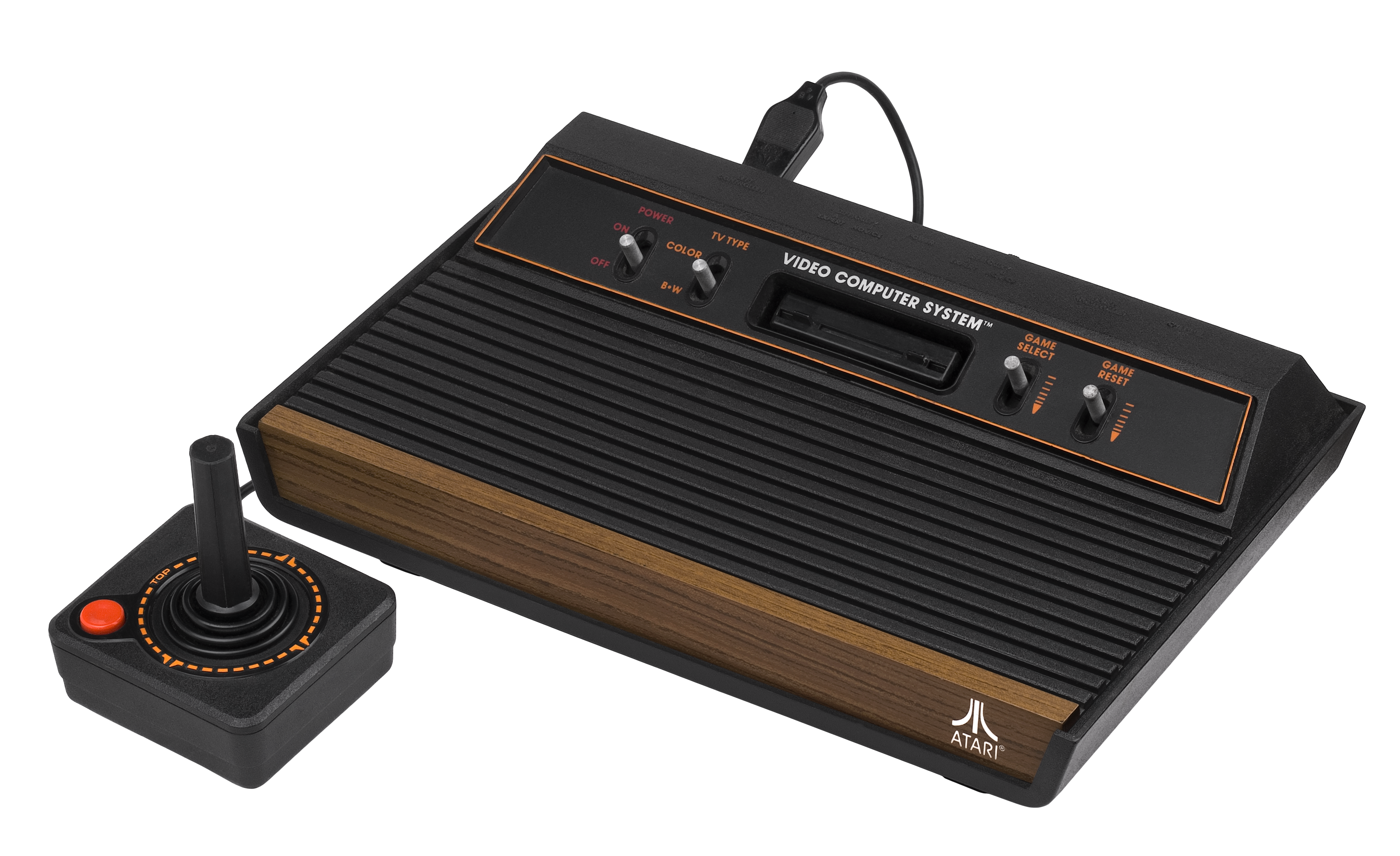
米国アタリ社のAtari 2600。1977年に発売され、第二世代で最も売れた。

第二世代ゲーム機（だいにせだいゲームき）とは、コンピューターゲームの歴史において、1976年から1992年までに発売されたコンピュータとコンピュータゲーム、ゲーム機、携帯型ゲーム機を指す。
第二世代の有名なゲーム機には、フェアチャイルド・チャンネルF、Atari 2600、インテレビジョン、オデッセイ²、コレコビジョンなどがある。第二世代は1976年11月にフェアチャイルド・チャンネルFの発売で始まった。その後、1977年にはAtari 2600、1978年にはマグナボックスのオデッセイ²、1980年にはインテレビジョン、1982年にはエマーソン アルカディア 2001、コレコビジョン、Atari 5200、ベクトレックス（光速船）が発売された。この世代の終わりまでに、15種類以上のゲーム機が発売された。この世代は、アーケードゲームの黄金時代と一致し、その一部はこれにより人気が高まった。このピーク世代は人気とゲームの革新性があり、第二世代家庭ゲーム機用の多くのゲームにアーケードゲームが移植された。移植された最初のアーケードゲームは、1980年に発売されたAtari 2600用『スペースインベーダー』である。また、1982年8月にはコレコから『ドンキーコング』（任天堂）のコレコビジョン移植版が発売された。
この時代において、第一世代のような内蔵ゲームは、あまり出回ることがなかった。第一世代のマグナボックス オデッセイはカートリッジのようなプリント基板のカードゲームを差し込んで遊ぶが、実質的には2人用のボールゲームしか遊べず、専用のオーバーレイや小道具によってさまざまなゲームを強引に成立させていた。ジェリー・ローソンがフェアチャイルド・チャンネルF用に開発した、より高度なカートリッジは、全てのゲーム経験が含まれており、ほとんどのコンピュータゲームシステムはすぐに同様の技術を採用した。RCAスタジオIIなどのこの世代の最初のシステムやいくつかのシステムには、まだゲームが内蔵されていたが、カートリッジを利用する機能も持っていた。ゲームカートリッジの人気は、Atari 2600の発売後に高まった。1970年代後半から1990年代半ばまで、家庭用ゲーム機の多くはカートリッジを使用していたが、光ディスクに取って代わられた。フェアチャイルド・チャンネルFは、マイクロプロセッサを使用した最初のゲーム機でもあり、これがゲーム機がカートリッジを使用することを可能にした原動力となった技術であった。画面解像度、カラー表示、オーディオ、AIシミュレーションなどの他の技術もこの時代に向上した。また、この世代では、1979年に玩具メーカーのミルトンブラッドリー社から発売された初の携帯型ゲームカートリッジシステム、マイクロビジョンも発売されている。
1979年、ゲーム大手のアクティビジョンは、元アタリのプログラマーによって設立され、コンピュータゲームにおける最初のサードパーティーとなった。1982年の時点で、玩具店には、多量のゲーム機、ゲームの誇大広告、そして新興のサードパーティによる低品質のゲームで溢れていた。ゲーム機やソフトの過剰供給と市場の知識不足が相まって、1983年にアタリショックが起きた。この事象は1982年12月に始まり、1984年いっぱいに伸び、北米市場に大きな混乱を引き起こした。1984年にいくつかの開発会社が倒産し、新作ゲームはほとんど発売されなかった。市場は第三世代ゲーム機が発売されるまで完全には回復しなかった。第二世代は1992年1月1日にAtari 2600の販売終了で正式に終了した。

## 据置型ゲーム機

### フェアチャイルド チャンネルF
フェアチャイルド・チャンネルFは、初期にはフェアチャイルド Video Entertainment System（VES）としても知られ、1976年11月にフェアチャイルドセミコンダクターから発売された第2世代の最初のゲーム機である。これは、世界初のCPUを持つコンピュータゲーム機であり、カートリッジを用いたゲームコード記憶方式を導入した。このゲーム機には一時停止ボタンが搭載されており、このボタンのおかげで、ゲーム機の電源を切ったり、リセットしたりすることなく、プレイヤーは現在のゲームの進行状況を保ったまま休憩することができた。フェアチャイルドはチャンネルF用に26種のカートリッジを発売し、それぞれに最大4つのゲームが入っていた。ゲーム機には、ホッケーとテニスの2つのゲームが予めインストールされていた。

### Atari 2600 ＆ 5200
1977年、アタリは、後にAtari 2600と呼ばれるようになるVideo Computer System（VCS）と呼ばれるCPUで動くゲーム機を発売した。ホリデーシーズン用に9ゲームが設計され、リリースされた。アタリは、当時人気のあったアーケードゲームのほとんどのコンバージョンの独占権を持っていた。彼らはこの重要なセグメントを利用して、市場の古いハードウェアをサポートしていた。このゲームの優位性と機械間の価格差は、毎年、アタリがインテレビジョンよりもグラフィックが劣っているにもかかわらず、そのリードを伸ばし、多くのユニットを販売をもたらした。Atari 2600は、計3000万台以上を販売し、第二世代の他のどのゲーム機よりもかなり多い販売台数を記録した。1982年、アタリはインテレビジョンに対抗するためにAtari 2600の上位機種にあたるAtari 5200を発売したが、対応ソフトの不足や売り上げの低迷により、2年後に製造中止になった。
初期のAtari 2600カートリッジには2キロバイトの読み取り専用ストレージが含まれていた。この制限は1978年から1983年まで着実に増加し、Atari 5200のカートリッジでは16キロバイトにまで増加した。大きなカートリッジ用には、2つのプログラムの異なる部分が同じメモリアドレスを使用できるようにするバンク切り換えが必要であった。Atari 2600のカートリッジは、この技術によって32キロバイトになった。Atari 2600には128バイトのRAMしか搭載されていなかった。いくつかの後期のゲームカートリッジには、組み合わさったRAM/ROMチップが搭載されており、カートリッジ内部に256バイトのRAMが追加された。アタリ標準のジョイスティックは、1つの射撃ボタンを備えた1977年発売のデジタルコントローラであった。

### バリー アストロケード
1977年、バリーは、バリー ホーム・ライブラリ・コンピュータというゲーム機を通信販売した。
その後、1978年にバリー プロフェッショナル・アーケードに改名した。この機種はコンピュータ店を中心に販売され、アタリVCSとは異なり、ほとんど小売露出を持っていた。
さらにその後の1981年に、ゲーム機の権利はアストロビジョンに売却され、バリー コンピューター・システムと改名した
。1982年にアストロビジョンがアストロケードに社名を変更した際には、それに合わせてゲーム機の名前もアストロケードに変更したが、翌年の1983年のアタリショックにより販売中止となった。

### マグナボックス オデッセイ²
1978年、マグナボックスはマイクロプロセッサで動くゲーム機、オデッセイ²を米国とカナダで発売した。ヨーロッパ市場ではフィリップス エレクトロニクスからフィリップス G7000として発売された。このシステムの特徴は、音楽、効果音、スピーチ機能を強化する音声合成ユニットが追加されたことである。オデッセイ²は、ボードゲームとコンピュータゲームの融合でも知られており、一部のタイトルは付属のゲームボードと駒と組み合わせて遊ぶ必要があった。オデッセイ²はアタリのゲーム機のように人気が出ることはなかったが、計200万台を販売した。これにより、この世代で3番目に売れたゲーム機となった。
1982年、オデッセイ²は日本でも発売された。
1984年に製造中止となった。

### インテレビジョン
インテレビジョンは、1979年にマテルが試験販売し、1980年にはアメリカ合衆国全土で発売された。
「16ビット時代」よりも前の世代に当たるインテレビジョンには、16ビットのレジスタと16ビットのシステムRAMを備えた16ビットのプロセッサが搭載されていた一方、プログラムは10ビットのROMに保存されていた。また、3つの異なるサウンドチャンネルを介して出力できる高度なサウンドチップが特色であった。インテレビジョンは、親指パッドの方向コントローラと、滑らかな多方向スクロールを持つタイルベースのプレイフィールドを備えた最初のゲーム機であった。システムの初期生産は、1980年に全国で発売後にまもなく完売した。初期のカートリッジは4キロバイトのロムカセットであったが、その後のゲームでは24キロバイトに増えた。
インテレビジョンは、第2世代にいくつかの新機能を導入した。16ビットのマイクロプロセッサを採用し、PlayCableサービスを通じてダウンロードコンテンツを提供した初の家庭用ゲーム機であった。また、ゲームプレイ中にリアルタイムで人間の声が聞こえるようになった。これは、アタリの優位性に深刻な脅威を与えた最初の家庭用ゲーム機であった。TVCMにはコメンテーターとして知られるジョージ・プリンプトンが起用されアタリ2600との比較が行われた。1990年に製造中止になるまでに、300万台以上が販売された。
また、日本では1981年にバンダイから発売され、タレントのビートたけしをTVCMに起用するなどの注目を集めたが、高価な販売価格から売れ行きは伸び悩んだ。最終的に、バンダイが別のゲーム機の販売に移行したことに伴い、同機は1982年に販売終了した。

### ベクトレックス
ベクトレックスは1982年に発売された。当時の家庭用ゲーム機の中では、ベクター画像と独自のディスプレイを搭載したユニークな製品であった。当時、最も人気のあったアーケードゲームの多くがベクターディスプレイを採用していた。GCEはシネマトロニクスとのライセンス契約により、『スペースウォーズ』や『アーマーアタック』などアーケードゲームの高品質版を制作することができた。強力なゲームライブラリと高い評価を得たにもかかわらず、ベクトレックスは商業的には最終的に失敗に終わった。市場に出回ったのは2年足らずでだった。

### 比較
| 名前                 | 名前                 | フェアチャイルド・チャンネルF                                                      | Atari VCS/2600 シアーズ・ビデオ・アーケード                                                                | バリー・アストロケイド                                       | オデッセイ2 | インテレビジョン |
| -------------------- | -------------------- | ---------------------------------------------------------------------------------- | --- | ------------------------------------------------------------ | --- | --- |
| メーカー             | メーカー             | フェアチャイルドセミコンダクター                                                   | アタリ | バリー・テクノロジーズ                                       | マグナボックス | マテル |
| ゲーム機             |                      |                                                                                    | |                                                              | | |
| 販売開始価格         | 販売開始価格         | US$169.95（2023年時点の$910と同等）                                                | US$199（2023年時点の$1,001と同等）                                                                         | US$299（2023年時点の$1,397と同等）                           | US$200（2023年時点の$840と同等） 49,800円（2023年時点の$1,001と同等）                                                                         | US$299（2023年時点の$1,106と同等） |
| 発売日               | 発売日               | アメリカ：1976年11月 日本：1977年10月                                              | アメリカ：1977年9月 ＥＵ：1978年 日本：1983年5月                                                           | アメリカ：1978年                                             | アメリカ：1979年2月 ＥＵ：1978年12月 日本：1982年 ブラジル：1983年                                                                            | アメリカ：テスト販売、1979年 正式販売、1980年 ＥＵ：1982年 日本：1982年                                                                                                  |
| メディア             | メディア             | カートリッジ                                                                       | カートリッジとカセット（サードパーティのアタッチメントでカセットは可能）                                   | カートリッジとカセット/フロッピー、ZGRASS ユニットで利用可能 | カートリッジ | カートリッジ |
| 最も売れたソフト     | 最も売れたソフト     | ビデオカート17: ピンボールチャレンジ                                               | パックマン, 700万台（2006年9月1日時点）                                                                    | N/A                                                          | N/A | ラスベガスポーカー7＆ブラックジャック193.9万 メジャーリーグ・ベースボール 108.5 万 (1983年6月時点)                                                                       |
| 互換性               | 互換性               | N/A                                                                                | N/A | N/A                                                          | なし | Atari 2600ゲームズ |
| アクセサリー（小売） | アクセサリー（小売） | N/A                                                                                | - ドライビングコントローラー - キーパッド - ゲームブレイン - スターパススーパーチャージャー - ゲームライン | - ZGRASSユニット                                             | - ザ・ボイス - チェスモジュール | - キーボードコンポーネント(キャンセルされた) - プレイケーブル - インテルボイス - エンターテインメント・コンピュータ・システム - ミュージック・シンセサイザー・キーボード |
| CPU                  | CPU                  | 1.79 MHz (PAL 2.00 MHz) フェアチャイルド F8                                        | 1.19 MHz MOS 6507                                                                                          | 1.789 MHz ザイログ Z80                                       | 1.79 MHz Intel 8048 8-bit マイクロコントローラ                                                                                                | 894.886 kHz ジェネラル・インストゥルメント CP1610 |
| メモリー             | メモリー             | メインRAM 64 bytes ビデオRAM 2 kB (2×128×64 bits)                                  | MOS テクノロジー RIOT チップ内に128 bytes RAM（ゲームカートリッジに追加RAMが含まれているかもしれない）     | メインRAM 4 kB (拡張ポートの外部モジュールで64 kBまで)       | CPU内部RAM：64 bytes オーディオ/ビデオRAM：128 bytes                                                                                          | メインRAM 524 bytes ビデオRAM 932 bytes |
| ビデオ               | 解像度               | 102×58 to 128×64                                                                   | 160×192 | True：160×102ベーシック: 160×88拡張RAM：320×204              | 160×200 (NTSC) | 160x96 (8x8 ピクセルの20x12タイル) |
| ビデオ               | 色数                 | 8色                                                                                | 128色 (NTSC)104色 (PAL)8色 (SECAM)                                                                         | 32色 (彩度8)                                                 | 16色 (固定) スプライトには8色を使用 | 16色 |
| ビデオ               | 画面上の色           | 同時8色 (走査線ごとに最大4色)                                                      | 同時128色 (走査線あたり背景2色、スプライト2色(スプライトあたり1色))                                        | True：8ベーシック：2                                         | | 同時16色 |
| ビデオ               | スプライト           | 1                                                                                  | 走査線あたり2スプライト、2ミサイル、1ボール                                                                | 制限なし (ソフトで管理)                                      | - 4 8×8 単一色のユーザー定義 スプライト - 12 8×8 単一色の文字；ROM BIOSに64の形状 - 4 クワタ文字 - 9×8 背景グリッド；ドット、ライン、ブロック | 8 スプライト、8x16 半ピクセル |
| ビデオ               | その他               |                                                                                    | |                                                              | | スムーズな多方向ハードウェアスクロール |
| 音声                 | 音声                 | モノラル - 500 Hz、1 kHz、1.5 kHz トーン（異なる音調を作るためにすぐに変調される） | モノラル - 2 chサウンド - 5-bit 分周器と 4-bit 音量調節レジスタ - チャンネルあたり4ビット音量調節レジスタ  | モノラル - 3 音声 - ノイズ/ビブラート効果                    | モノラル - 24-bit シフト・レジスタ, 2周波数で動く - 雑音発生器                                                                                | モノラル - ジェネラル・インストゥルメント AY-3-8914 - 3ch サウンド - 雑音発生器                                                                                          |

| 名前               | 名前               | アルカディア                                                        | コレコビジョン                                                                                         | Atari 5200                                                                          | ベクトレックス（光速船）                                           |
| ------------------ | ------------------ | ------------------------------------------------------------------- | --- | ----------------------------------------------------------------------------------- | ------------------------------------------------------------------ |
| メーカー           | メーカー           | エマーソンラジオ                                                    | コレコ                                                                                                 | アタリ                                                                              | ジェネラル・コンシューマー・エレクトリック、ミルトン・ブラッドリー |
| ゲーム機           |                    |                                                                     | |                                                                                     |                                                                    |
| 発売開始価格       | 発売開始価格       | US$200 (2023年時点の$631と同等) 19,800円(2023年時点の\26,038と同等) | US$175 (2023年時点の$553と同等)                                                                        | US$270 (2023年時点の$852と同等)                                                     | US$199 (2023年時点の$628と同等)                                    |
| 発売日             | 発売日             | アメリカ：1982年5月 日本：1983年                                    | アメリカ：1982年8月 ＥＵ：1982年                                                                       | アメリカ：1982年11月                                                                | アメリカ：1982年11月 ＥＵ：1983年5月 日本：1983年6月               |
| メディア           | メディア           | カートリッジ                                                        | カートリッジとカセット、拡張機器で利用可能#3                                                           | カートリッジ                                                                        | カートリッジ                                                       |
| 最も売れたソフト   | 最も売れたソフト   | N/A                                                                 | ドンキーコング (同梱)                                                                                  | N/A                                                                                 | N/A                                                                |
| 互換性             | 互換性             | N/A                                                                 | 拡張機器を使えばAtari 2600と互換#1                                                                     | 2600カートリッジアダプターを通してAtari 2600と互換                                  | N/A                                                                |
| アクセサリ（小売） | アクセサリ（小売） | N/A                                                                 | - 拡張機器#1 - 拡張機器#2 - 拡張機器#3 - ローラーコントローラ - スーパーアクションコントローラーセット | - トラックボールコントローラー - Atari 2600アダプター                               | - 3-D イメージャー - ライトペン                                    |
| CPU                | CPU                | 3.58 MHz Signetics 2650 CPU                                         | 3.58 MHz ザイログ Z80A                                                                                 | 1.79 MHz カスタム MOS 6502C                                                         | 1.5 MHz モトローラ 68A09                                           |
| メモリ             | メモリ             | 512 bytes RAM                                                       | メインRAM 1 kB ビデオRAM 16 kB                                                                         | メインRAM 16 kB DRAM                                                                | メインRAM 1 kB                                                     |
| ビデオ             | 解像度             | 128x208 / 128×104                                                   | 256×192                                                                                                | 80×192 (16 色)160×192 (4 色)320×192 (2 色)                                          |                                                                    |
| ビデオ             | 色数               | 16 色                                                               | 15 色, 透明                                                                                            | 256 色                                                                              | 2 (白黒)                                                           |
| ビデオ             | 画面上の色         |                                                                     | 同時16色 (スプライトあたり1色)                                                                         | 走査線あたり16色の画面上に同時16色、256色まで (16 色相, 16 輝度)                    | 同時2色 (白黒)                                                     |
| ビデオ             | スプライト         |                                                                     | 32スプライト (走査線あたり4つ)、8×8 or 8×16 ピクセル                                                   | 単色の8スプライト, ディスプレイの全高; 1/2/4x 幅                                    |                                                                    |
| ビデオ             | その他             |                                                                     | タイルマップのプレイフィールド、8×8 タイル                                                             | - 14グラフィックモード (6タイルマップ, 8ビットマップ) - スムーズなスクロール (縦横) | ベクターCRT内蔵                                                    |
| 音声               | 音声               | モノラル - 1ch ビープ音 - 1ch ノイズ音                              | モノラル - 3音調発生 - 1ノイズ発生                                                                     | モノラル - 4ch サウンド                                                             | モノラル（本体内蔵スピーカー） - 3ch サウンド - ノイズ発生         |

#### 販売順位
第二世代で最も売れたゲーム機はAtari 2600で3000万台であった。1990年の時点で、インテレビジョンは300万台を販売していた。これはオデッセイ²やコレコビジョンの販売台数よりも約100万台高く、25万台だったフェアチャイルド・チャンネルFの8倍の購入台数となっている。
| ゲーム機                      | 世界での販売数            |
| ----------------------------- | ------------------------- |
| フェアチャイルド・チャンネルF | 25万（2012年2月12日現在） |
| Atari 2600                    | 3000万（2004年現在）      |
| マグナボックス・オデッセイ²   | 200万（2005年現在）       |
| インテレビジョン              | 300万（2004年現在）       |
| コレコビジョン                | 200万（1983年現在）       |
| Atari 5200                    | 100万（1984年現在）       |
| バリー・アストロケイド        | 不明                      |
| エマーソン・アルカディア2001  | 不明                      |
| ベクトレックス（光速船）      | 不明                      |

### その他のゲーム機

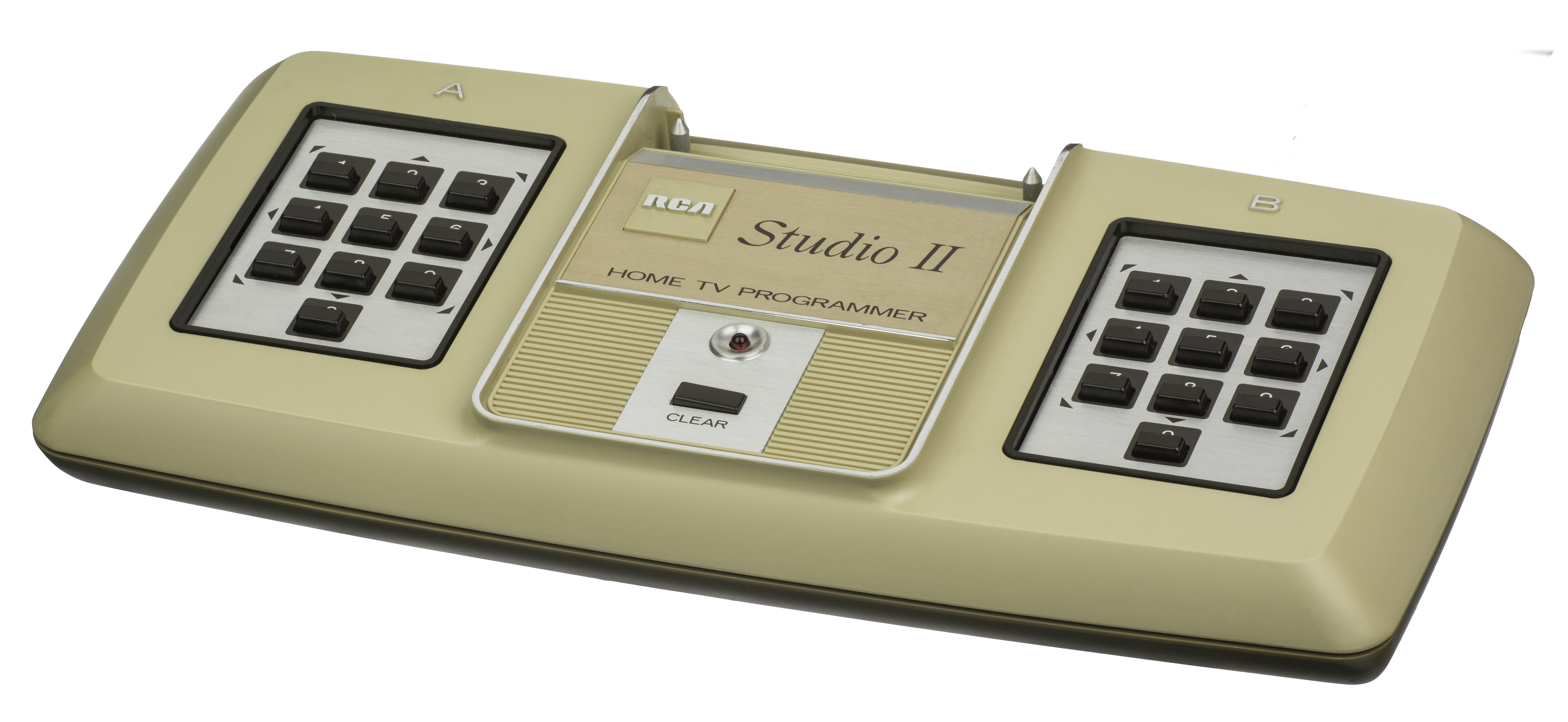
RCAスタジオII（1977年発売開始）
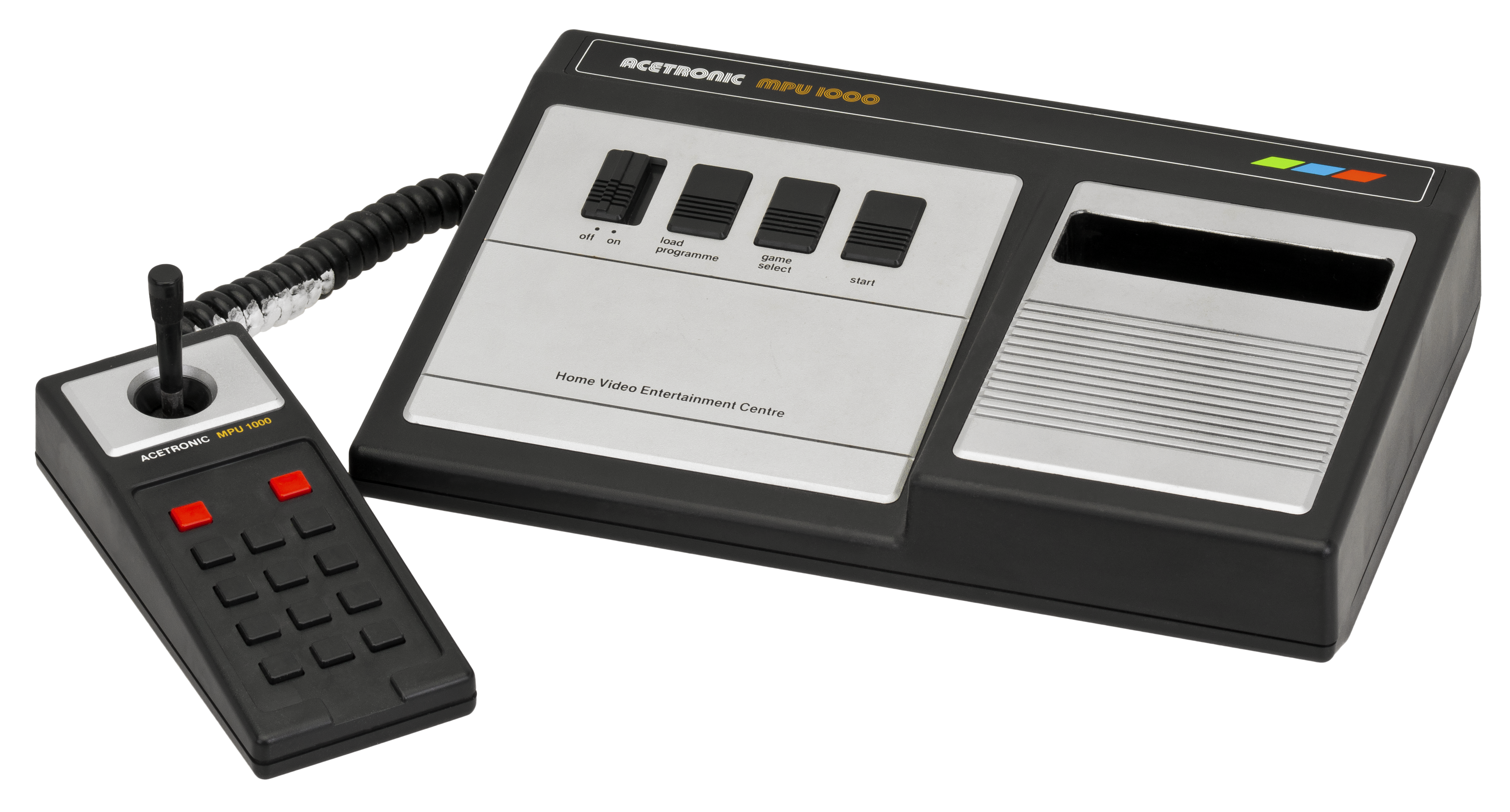
1292 Advanced Programmable Video System（1978年発売開始）
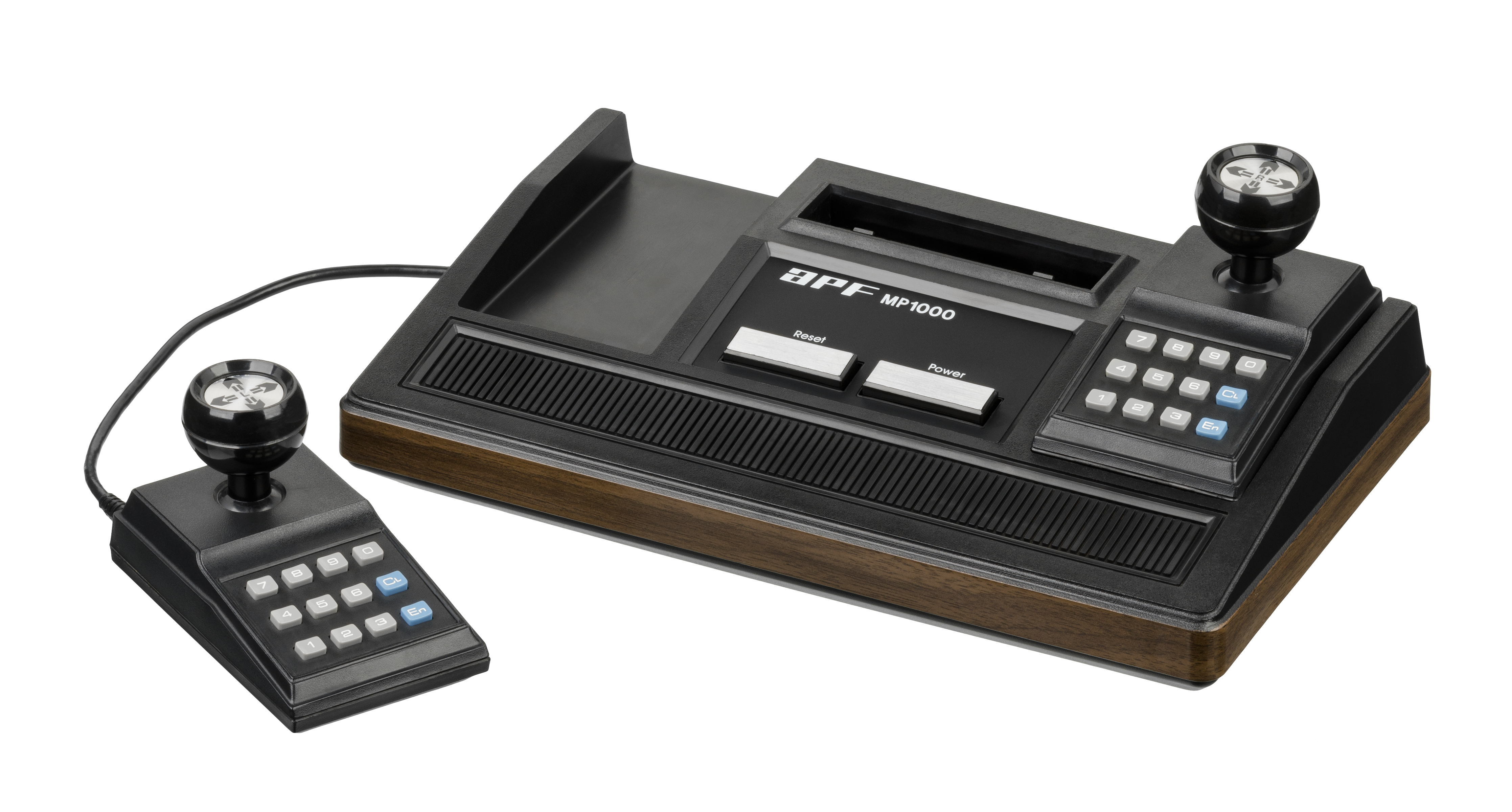
APF-MP1000（1978年発売開始）
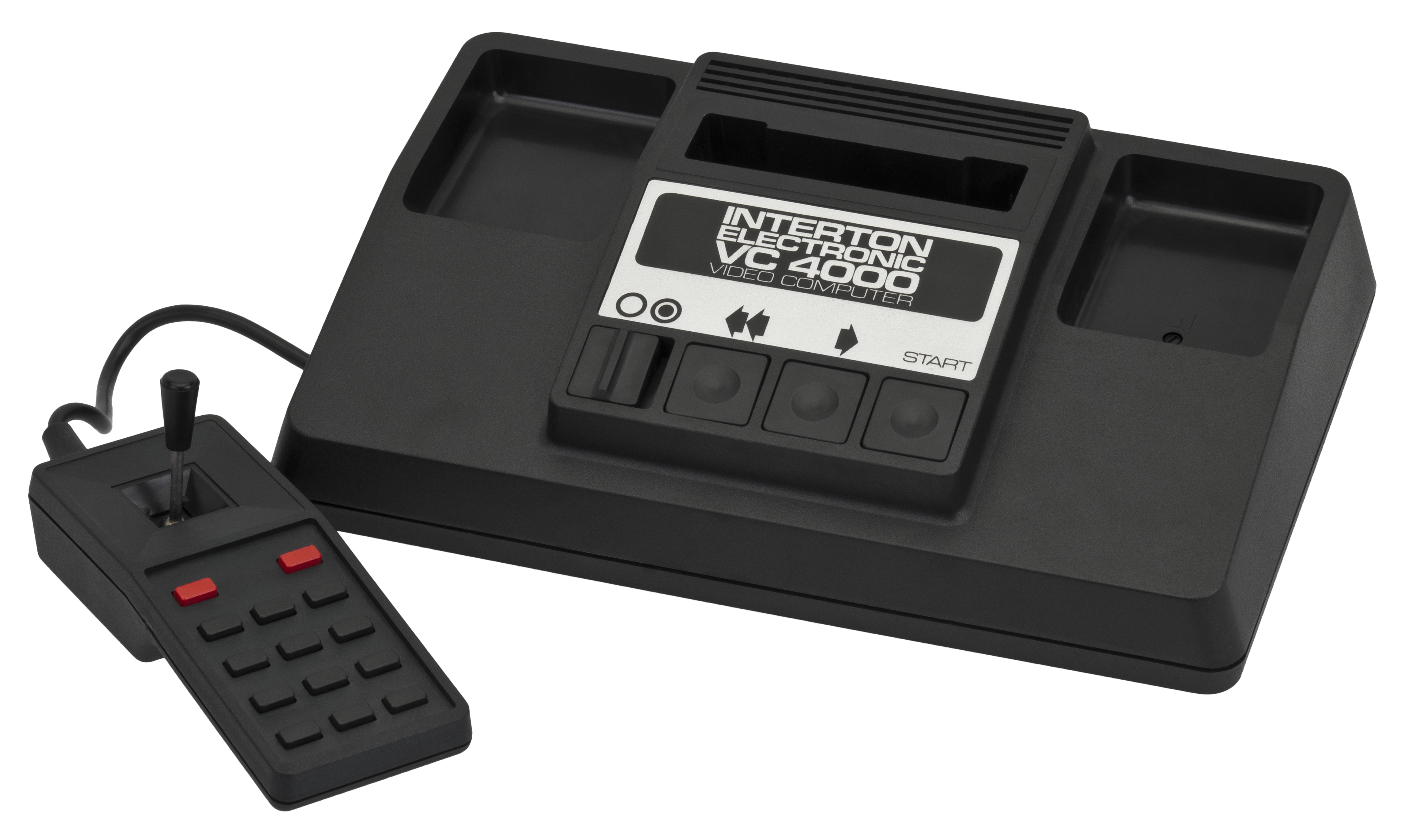
VC 4000（1978年発売開始）
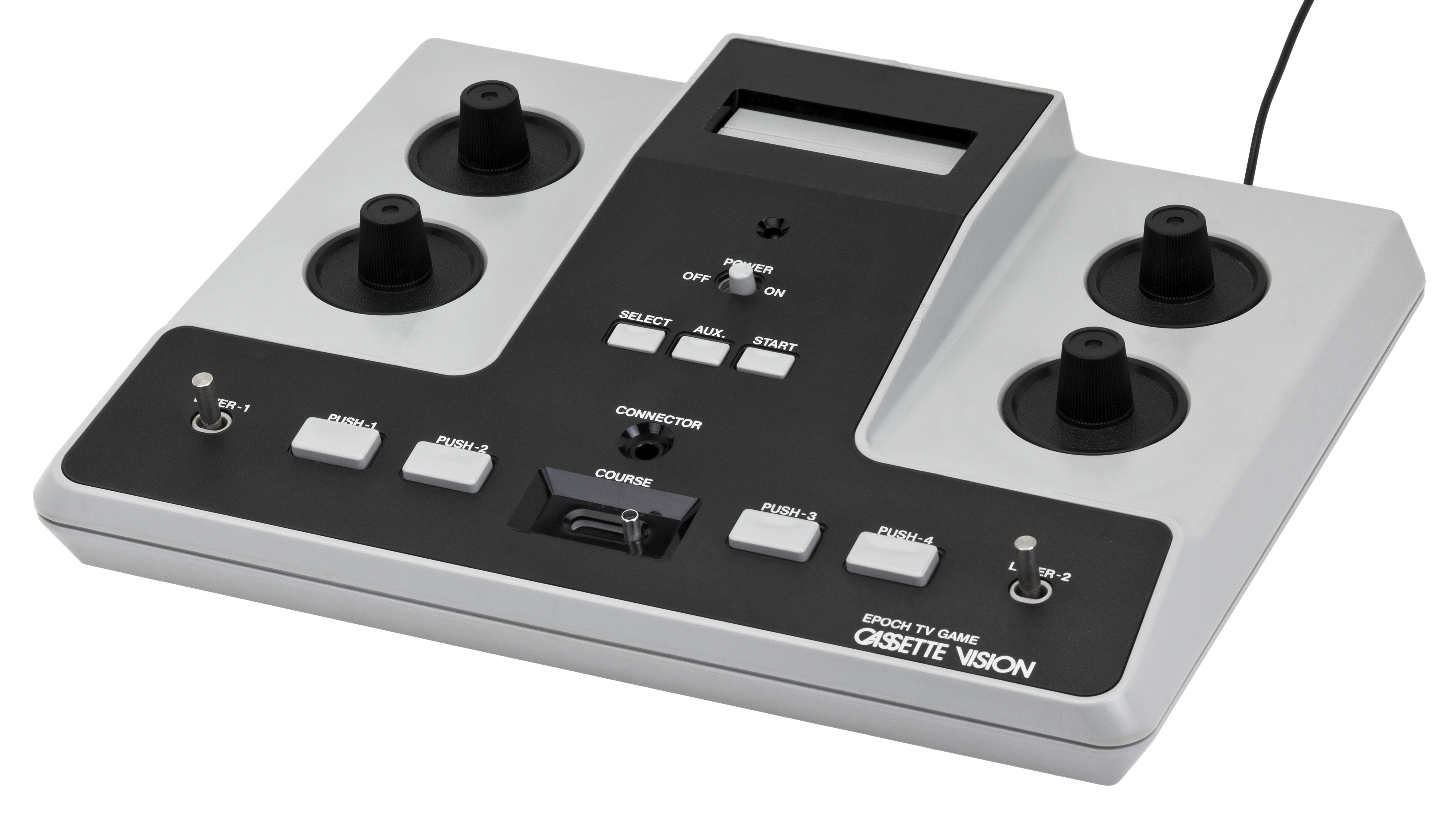
エポック カセットビジョン（1981年発売開始）
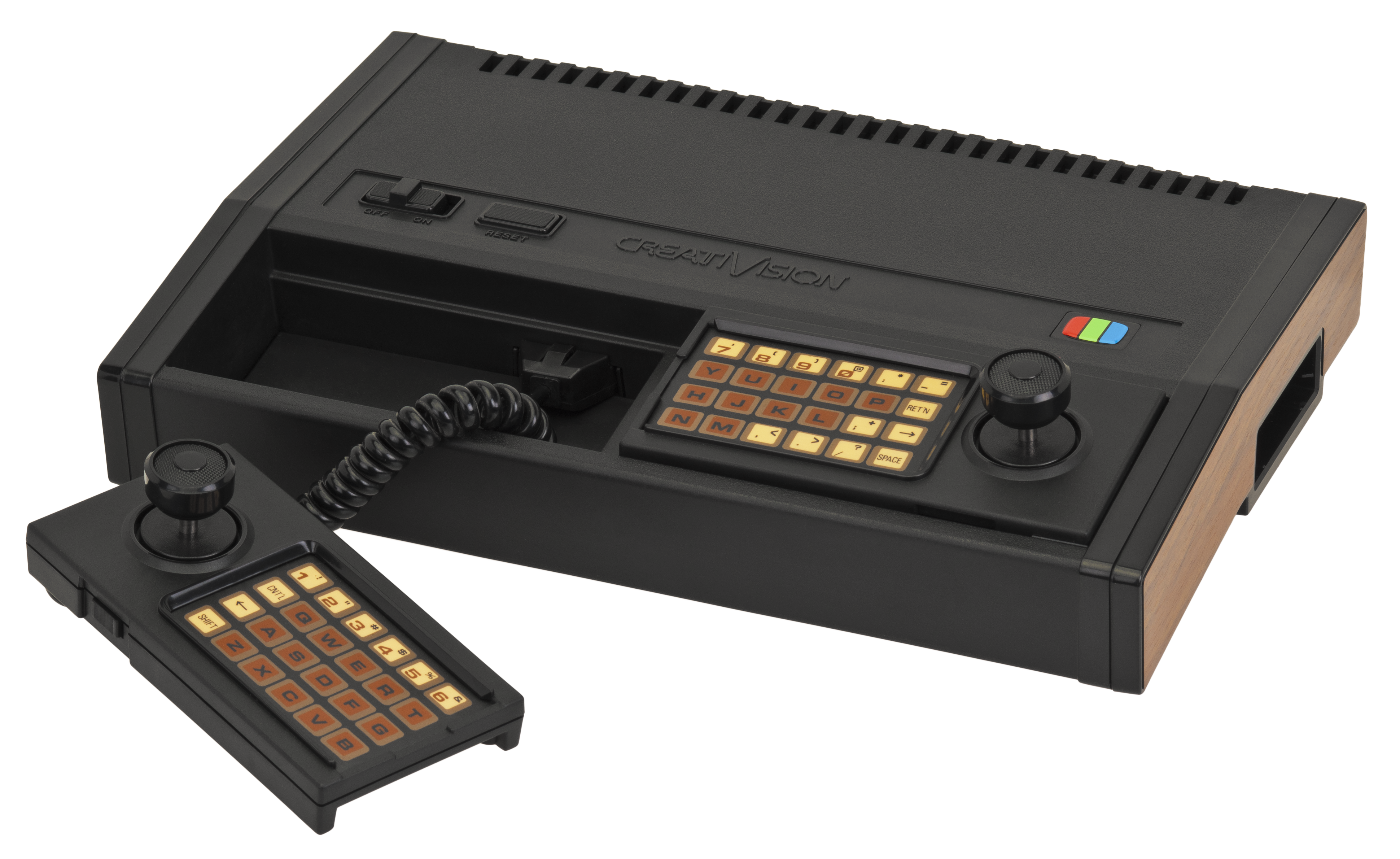
VTech CreatiVision（1981年発売開始）
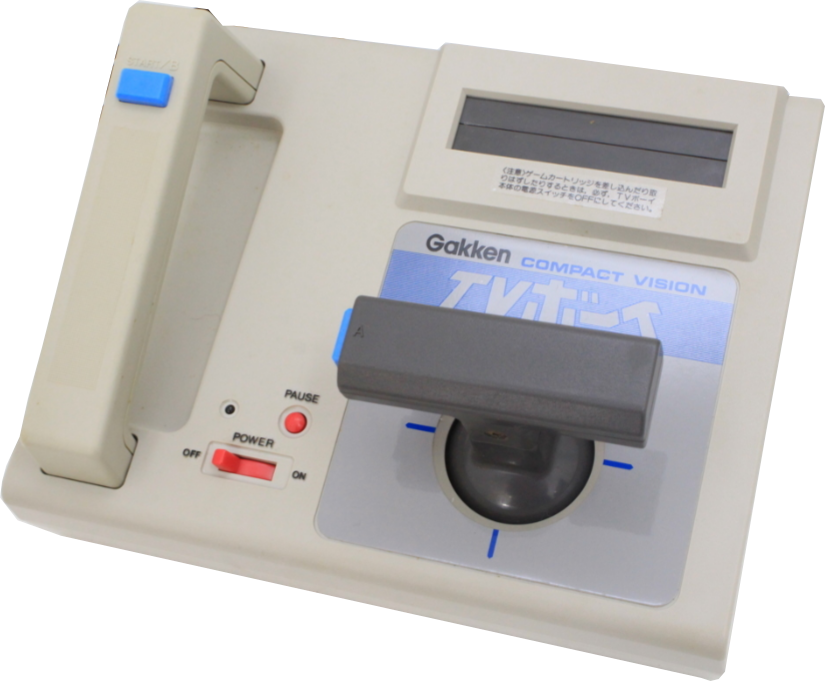
コンパクトビジョン TVボーイ（1983年発売開始）

## 携帯型ゲーム機

### マイクロビジョン
1979年、ミルトン・ブラドリーはマイクロビジョンの製造・販売を開始した。これは、交換可能なカートリッジを使用した最初の携帯型ゲーム機であり、ゲーム機自体にはオンボードプロセッサがなかったため、独自のプロセッサが搭載されていた。一方で、遊べるゲームが少なかった。また、静電気に弱いうえに、液晶画面が壊れやすく、発売から2年後に発売中止となった。

### エンテックス セレクト・ア・ゲーム＆アドベンチャー・ビジョン
エンテックスは、第2世代で携帯型システムを2つ、セレクト・ア・ゲームとアドベンチャー・ビジョンを発売した。セレクト・ア・ゲームには6つのゲームが用意されていたが、翌年に発売されたアドベンチャー・ビジョンに焦点が移るまでの1年間しか利用できなかった。
アドベンチャー・ビジョンは、1982年にエンテックス社から北米限定で発売され、セレクト・ア・ゲームの後継機であった。一体型ディスプレイには回転ミラー方式を採用しており、大きさや形状の関係で伏せて使用しなければならなかったのが特徴であった。1年後の1983年には、5万台強を販売した後に生産中止となった。

### パルムテックス スーパーマイクロ
パルムテックスによって開発・製造されたスーパーマイクロは、1984年に発売され、その年の後半に発売中止となった。パルムテックスとホーム・コンピューター・ソフトウェアの間の財政問題のために、より多く計画されていたにもかかわらず、そのシステム用に3ゲームだけが発売された。質の悪さや壊れやすさが批判され、売り上げは37,000台にも満たなかった。

### エポック ゲームポケコン
エポック社のゲームポケコンは1984年に日本で発売された。売れ行きが悪かったため、5本のゲームしか作られず、海外では発売されなかった。

### 任天堂 ゲーム＆ウオッチ
任天堂のゲーム＆ウオッチは1本のソフトを内蔵したゲームであり、全60台の携帯ゲーム機シリーズであった。1980年に「ボール」と題した第1作目が発売され、1991年に生産中止になるまで発売された。第2世代の他の携帯ゲーム機とは異なり、「ゲーム＆ウオッチ」は限定的な表示機能を持つデジタル時計のような分割された液晶画面を採用した。シリーズ合計で4340万台を販売し、この世代で最も人気のある携帯ゲーム機となった。

### 比較
| ゲーム機     | マイクロビジョン                                 | エンテックス セレクト・ア・ゲーム                                  | アドベンチャービジョン                            |
| ------------ | ------------------------------------------------ | ------------------------------------------------------------------ | ------------------------------------------------- |
| メーカー     | ミルトン・ブラッドリー                           | エンテックス・インダストリーズ                                     | エンテックス・インダストリーズ                    |
| 画像         |                                                  |                                                                    |                                                   |
| 発売開始価格 | US$49.99（2023年時点の$210と同等）               | US$59（2023年時点の$198と同等）                                    | US$79.99（2023年時点の$253と同等）                |
| 発売日       | 1979年11月                                       | 1981年                                                             | 1982年                                            |
| 販売数       | 不明                                             | 不明                                                               | 50,757                                            |
| メディア     | カートリッジ                                     | カートリッジ                                                       | カートリッジ                                      |
| CPU          | メイン：なし カートリッジ：100 kHz インテル 8021 | メイン：なし（カートリッジ内にCPUあり） カートリッジ：日立 HD38800 | 733 kHz インテル 8048                             |
| メモリ       | 64バイトRAM                                      |                                                                    | 64バイトRAM（CPU上） 1キロバイト（メインPCB上）   |
| ビデオ       | 16 x 16ピクセルLCD                               | 7 x 16ピクセルVFD 2色（赤＆青）                                    | 150 x 40ピクセルの回転ミラーシステム モノクローム |
| 音声         | 圧電ブザー                                       |                                                                    | ナショナルセミコンダクター COP411L @ 52.6 kHz     |

| ゲーム機     | スーパーマイクロ                   | エポック ゲームポケコン              | ゲーム&ウオッチ                    |
| ------------ | ---------------------------------- | ------------------------------------ | ---------------------------------- |
| メーカー     | パルムテックス                     | エポック                             | 任天堂                             |
| 画像         |                                    |                                      |                                    |
| 発売開始価格 | US$39.95（2023年時点の$117と同等） | \12,800（2023年時点の¥16,444と同等） | \5,800（2023年時点の¥7,451と同等） |
| 発売日       | 1984年5月                          | 1984年11月                           | 1980年4月28日                      |
| 販売数       | 37,200未満                         | 不明                                 | 4340万                             |
| メディア     | カートリッジ                       | カートリッジ                         | 端末ごとに1つの組み込みゲーム      |
| CPU          | なし（カートリッジ内にCPUあり）    | 6 MHz NEC D78c06                     |                                    |
| メモリ       |                                    | 2キロバイトRAM                       |                                    |
| ビデオ       | 32 x 16ピクセルLCD 57.15 x 38.1mm  | 75 x 64ピクセルLCD                   | セグメントLCD                      |
| 音声         |                                    | 圧電ブザー                           |                                    |

## ソフトウェア

### 主なソフトウェア
- Advanced Dungeons and Dragons：Cloudy Mountain（インテレビジョン） - マテルの作品。第5回アーキー・アワードで「1984年ベストアドベンチャービデオゲーム」カテゴリで受賞。これは、4Kを超えるROMを搭載した最初のインテレビジョン カートリッジであった[84]。
- Adventure（Atari 2600） - Atari, Inc.の作品。最初のアクションアドベンチャービデオゲーム であり[85]、最初のゲーム機でのファンタジーゲームであった[86]。これは、家庭用コンピュータゲームの進歩[87]と、最高のAtari 2600タイトルの1つであると考えられている[88]。
- アステロイド (ゲーム)（アーケード機及びAtari 2600） - Atari, Inc.の作品。バンク切替技術を利用した2600での最初のゲームであった[89]。
- Baseball（インテレビジョン） - マテルの作品。このゲーム機で最も売れたタイトルで、コピーゲームを含めて100万部以上が販売された[50]。
- Demon Attack（Atari 2600） - Imagicの作品。1983年にリリース。 1983年の「年間最優秀コンピュータゲーム」でアーケード賞を受賞した[90]。これは同社のベストセラーゲームであり、Atari 2600のクラシックと見なされている[91][92][93]。
- ドンキーコング （アーケード機及びコレコビジョン） - コレコ移植版。元のアーケードゲームに非常に忠実であると高く評価された。 批評家は、コレコビジョン、Atari、インテレビジョンのゲーム機のうち、これが最良だと考えていた[94]。
- E.T. ジ・エクストラ・テレストリアル（Atari 2600） - ハワード・スコット・ウォーショウが制作、アタリが1982年に販売[95]。史上最悪のゲームの1つとして知られており[96]、1983年のアタリショックで大きな役割を果たしたと信じる人もいる[97][98]。
- Microsurgeon（インテレビジョン） - Imagicの作品。独創性で非常に賞賛された。2012年にスミソニアン美術館で開催された「The Art of Video Games」展に含まれていた[99]。
- ミサイルコマンド（アーケード機及びAtari 2600） - アタリの作品。1981年に発売され、250万部以上の販売を続けた[100]。これは、このゲーム機で3番目に売れたゲームとなった[101]。
- ピットフォール!（Atari 2600） - アクティビジョンの作品。1982年に発売され[102]、Atari 2600で最も売れたゲームの1つであり、400万枚を売り上げた[103]。同作は横スクロール形式のプラットフォーム・ゲームの先駆けとなった。
- Pitfall II: Lost Caverns（Atari 2600） - アクティビジョンの作品。『ピットフォール!』の続編として1984年に販売され[104]、Atari 2600で最も技術的に印象的なタイトルの1つあった。カートリッジには専用のオーディオチップが搭載され、音楽をダイナミックに変更できる高度な音楽機能を利用できる[105]。
- River Raid（Atari 2600） - アクティビジョンの作品。 西ドイツで未成年者には禁止された最初のビデオゲームであった[106]。一方で、同作はAtari 2600の最も人気のあるタイトルの1つであり、「1984年ベストアクションビデオゲーム」賞を受賞した[107]。
- スペースインベーダー（アーケード機及びAtari 2600） - タイトーの作品。アーケードゲームの最初の正式ライセンス供与であり、ゲーム機用の最初のキラーソフトであった[6][108]。Atari 2600版は100万枚を販売した最初のタイトルであった[109]。
- Star Wars: The Empire Strikes Back（Atari 2600） - パーカー・ブラザーズの作品。スターウォーズフランチャイズの最初の公式ライセンスコンピュータゲームであった[110]。
- Utopia（インテレビジョン） - ドン・ダグローの作品。このジャンルの多くのゲームの基礎を築いた最初のリアルタイムストラテジーであると高い評価を得ている[111][112]。
- ザクソン（アーケード機及びコレコビジョン） - セガのの作品。当時の家庭用ゲーム機においては珍しかったクォータービューを導入した[113][114]。